# (8187) Akiramisawa
(8187) Akiramisawa est un astéroïde de la ceinture principale.

## Description
(8187) Akiramisawa est un astéroïde de la ceinture principale. Il fut découvert le 15 décembre 1992 à Kiyosato par Satoru Ōtomo. Il présente une orbite caractérisée par un demi-grand axe de 2,99 UA, une excentricité de 0,12 et une inclinaison de 11,6° par rapport à l'écliptique.

## Compléments